# Gaines (Nowy Jork)
Gaines – miasto w Stanach Zjednoczonych, w stanie Nowy Jork, w hrabstwie Orleans.